# 가이사이군 (아이치현)

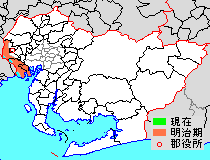
아이치현 가이사이군의 위치 (하늘색: 후에 다른 군에서 편입된 구역)

가이사이군(海西郡)은 일본 아이치현(오와리국)에 있던 군이다.

## 군역
1878년 행정 구역으로 발족 당시의 군역은. 아래 구역에 해당한다.
- 아이사이시의 일부
- 야토미시의 대부분
- 아마군 도비시마촌 전역
- 기후현 가이즈시의 일부

## 역사
- 1878년 12월 20일 - 군구정촌 편제법이 아이치현에서 시행되면서, 행정 구역으로서의 가이사이군(海西郡)이 발족.

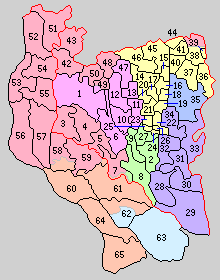
51.가이지촌 52.하치와촌 53.무쓰와촌 54.하야오촌 55.이쓰에촌 56.다쓰와촌 57.가와지촌 58.이치에촌 59.히가시이치에촌 60.야토미촌 61.주시야마촌 62.宝地村 63.도비시마촌 64.오후지촌 65.료고쿠촌 (빨강: 아이사이시 주황: 야토미시 하늘색: 도비시마촌 1~50은 가이토군)

- 1889년 10월 1일 - 정촌제 시행으로, 아래의 촌이 발족.(15촌)
  - 가이지촌(開治村): 현 아이사이시
  - 하치와촌(八輪村): 현 아이사이시
  - 무쓰와촌(六ツ和村): 현 아이사이시
  - 하야오촌(早尾村): 현 아이사이시
  - 이쓰에촌(五会村): 현 아이사이시
  - 다쓰와촌(立和村): 현 아이사이시
  - 가와지촌(川治村): 현 아이사이시
  - 이치에촌(市腋村): 현 아이사이시, 야토미시
  - 히가시이치에촌(東市江村): 현 아이사이시, 야토미시
  - 야토미촌(弥富村): 현 야토미시
  - 주시야마촌(十四山村): 현 야토미
  - 다카라지촌(宝地村): 현 야토미시, 아마군 도비시마촌
  - 도비시마촌(飛島村) (현존)
  - 오후지촌(大藤村): 현 야토미시
  - 료고쿠촌(両国村): 현 야토미
- 1891년 4월 1일 - 군제 시행.
- 1903년 8월 26일 - 야토미촌이 정제 시행으로 야토미정(弥富町)이 됨.
- 1906년 7월 1일 - 아래의 정촌 통합이 이뤄짐, 각각 신설 통합.
  - 하치카이촌(八開村) ← 가이지촌, 하치와촌, 무쓰와촌［塩田］
  - 다쓰타촌(立田村) ← 무쓰와촌［二老·葛木·戸倉］, 이쓰에촌, 하야오촌, 다쓰와촌, 가와지촌
  - 나베타촌(鍋田村) ← 오후지촌, 료고쿠촌, 야토미정［前ヶ須新田·中山新田］
  - 야토미정 ← 야토미정［鯏浦·五明·小島新田·平島新田］, 주시야마촌［鎌倉新田］, 이치에촌［荷之上·五之三］
  - 이치에촌(市江村) ← 이치에촌［西保·東保］, 히가시이치에촌, 주시야마촌［佐古木新田·又八新田］
  - 주시야마촌 ← 주시야마촌［六条新田·坂中地新田·鮫ヶ地新田·馬ヶ地新田·子宝新田·西蜆新田·東蜆新田·四郎兵衛新田·竹田新田·海屋新田·下押萩新田·上押萩新田·亀ヶ地新田］, 다카라지촌［鳥ヶ地新田·桴場新田·神戸新田］
  - 도비시마촌 ← 도비시마촌, 다카라지촌［重宝·大宝新田·八島新田］
- 1913년 7월 1일 - 가이토군과 가이사이의 구역으로 아마군(海部郡)이 발족. 당일 가이사이군은 폐지됨.